# قومية شاملة
القومية الشاملة هي مصطلح محدد، يُستخدم بشكل أساسي في العلوم الاجتماعية كتسمية لتلك الأشكال من القومية التي تحاول تجاوز (التغلب) على الحدود التقليدية للهويات الوطنية الأساسية، من أجل خلق هوية وطنية «أعلى» (شاملة) تستند إلى قواسم مشتركة مختلفة. يمكن أن تحدث القومية الشاملة كنوع محدد لجميع الأشكال الشائعة للقومية. فيما يتعلق بقومية الدولة الكلاسيكية، تتجلى القومية الشاملة من خلال العديد من الحركات السياسية التي تدعو إلى إنشاء أشكال «أعلى» للهوية السياسية، بناءً على مجموعة إقليمية أو قارية من الدول القومية (على سبيل المثال: الوحدة الأفريقية، الوحدة العربية، القومية الإيرانية، القومية التركية).

فيما يتعلق بالقومية العرقية، يمكن أن تتجلى القومية الشاملة أيضًا من خلال حركات عرقية محددة تدعو إلى إنشاء أشكال «أعلى» للهوية المشتركة التي تقوم على التجمع العرقي (على سبيل المثال: قومية جرمانية، قومية سلافية). الأشكال الأخرى من القومية لها أيضًا أشكالها الشاملة.
تُظهر بعض أشكال القومية الشاملة، مثل الوحدة الجرمانية، عن نفسها على مستويين: أوسع - يتعلق بوحدة جميع الشعوب الجرمانية - وأضيق - فيما يتعلق بوحدة جميع الألمان العرقيين، بما في ذلك أيضًا (في أي من هذين المستويين) النمساويون الناطقون بالألمانية والسويسريون الناطقون بالألمانية، وكثير منهم قد لا يُعرفون بأنهم «ألمانيون» تمامًا، بينما لا يزالون ينتمون إلى الأسرة الأوسع للشعوب الجرمانية.

## التاريخ والنتائج

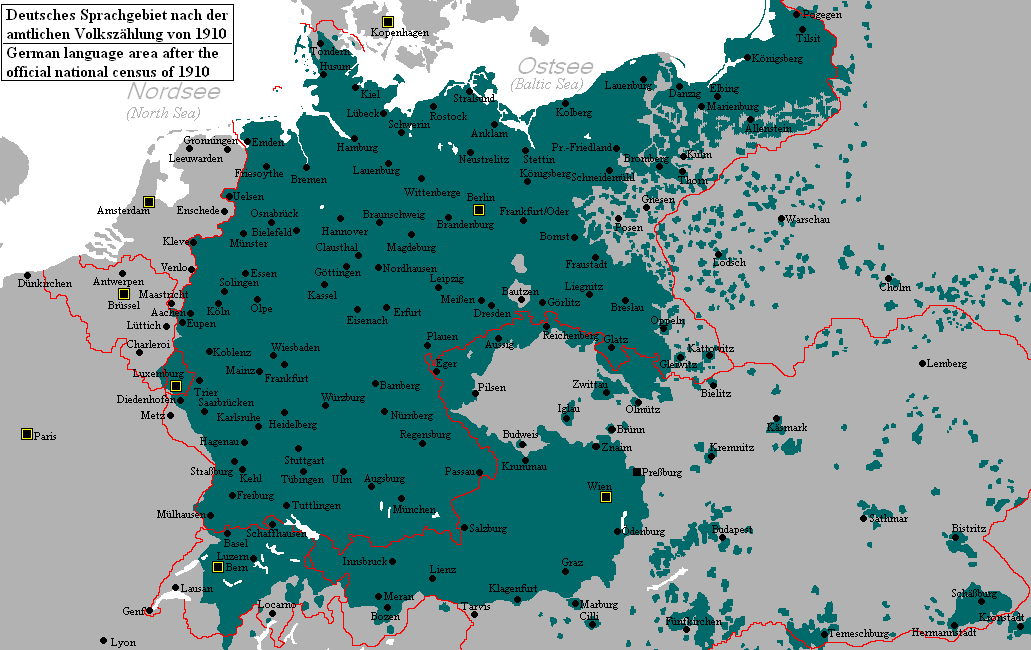
منطقة اللغة الألمانية في 1910-1911. حدود الدول باللون الأحمر. أراد القوميون الألمان توحيد الكثير من المناطق الخضراء في دولة قومية ألمانية واحدة.

ظهرت القومية الشاملة من القومية الأوروبية في القرن التاسع عشر، بدءًا من حركة الوحدة السلافية والتي تطورت بين الدول السلافية المختلفة داخل الإمبراطوريات النمساوية المجرية والتركية. في قلب هذا التطور كان يان كولار، الذي أكد أن السلاف شعب واحد في الأساس، يتقاسم نفس التراث الثقافي.  تبع ذلك لاحقًا فكر الوحدة الألمانية، الذي افترض وجهة نظر مماثلة إلى حد ما، بهدف توحيد ألمانيا حيث يمكن إنشاء ألمانيا أكبر، بما في ذلك النمساويين وغيرهم من المتحدثين الألمان.  احتضنت هذه الحركات القومية الشاملة الخطابات الفكرية الأوروبية حول العرق وخاصة تلك المتعلقة بالحفاظ على الوحدة العرقية.
تعني القومية الشاملة أن المجموعة القومية مشتتة على عدة دول قائمة. وهي لا تتطابق مع الوحدوية - الادعاءات القومية بشأن الأراضي المجاورة على أساس أنها تشكل جزءًا من الوطن القومي. المقياس هو عامل هنا، مع ذلك ألبانيا الكبرى، حتى في النسخة الأكبر منها، ستظل دولة صغيرة. ألمانيا الكبرى الوحدوية، حتى لو اقتصرت على المناطق الناطقة بالألمانية المتجاورة، سيكون لديها حوالي 100 مليون نسمة. القومية الشاملة ليست هي نفسها قومية الشتات، مثل الصهيونية، مما يعني تركيز مجموعة مشتتة على أرض الأجداد. تقع المستعمرات (بخلاف المستعمرات الاستيطانية) خارج معظم تعريفات الأمة، حيث يدرك كل من المستعمِر والمستعمَر أنهما لا يشتركان في العرق والثقافة واللغة.
ولذلك يصعب تمييز الحركات القومية في الدول الكبيرة، مثل الدولتين الألمانية والروسية، عن الحركات القومية الشاملة، وغالبًا ما تكون هناك عناصر قومية صريحة. بصرف النظر عن هذه الحالات، فشلت معظم الحركات القومية. الدول القومية على وجه التحديد نادرة. حاولت يوغوسلافيا توحيد فئة من السلاف الجنوبيين. بعد عام 1945، اعترفت بأمم داخلية منفصلة، مع حكوماتها الخاصة.
يصعب تصنيف الدول الكبيرة الأخرى على أنها دول قومية. في حوالي عام 1942، سيطرت ألمانيا النازية على مجموعة واسعة من الأراضي التي تم ضمها، والكيانات المدنية التي تديرها ألمانيا، والدول العميلة، والدول المتعاونة، ومناطق الخط الأمامي التي يديرها الجيش. كانت الفتوحات مستوحاة جزئيًا من فكرة المجال الحيوي، لكن هذا في حد ذاته ليس مفهومًا قوميًا. كان للاتحاد السوفيتي هوية سوفيتية، لكن لم يكن لديه عرق أو ثقافة أو لغة «سوفيتية». الصين لديها تقاليد عريقة في الوحدة الثقافية والإدارية. (حقيقة أن الأراضي التي ضمت الصين والهند إليها لا تجعل بالضرورة الدولة ذات طابع قومي شامل).
يتضح الفشل العام للحركات القومية من خلال العديد من الأمثلة، التي كانت لديها فكرة واضحة عن حالتها المثالية، لكنها لم تقترب أبدًا من تحقيقها. تركيا الحديثة هي المنطقة الأساسية السابقة للدولة العثمانية. تم تشكيل الدولة الحالية بشكل وثيق على غرار الدولة القومية الأوروبية الكلاسيكية، وكانت قطيعة متعمدة مع تلك الإمبراطورية. إلى جانب القومية التركية القوية للغاية، هناك ثلاث قوميات. ترتيبًا تصاعديًا: القومية التركية، وهي إيديولوجية مميزة لعموم تركيا في بعض الأحيان تشير إلى الشعوب التركية، وعموم الطورانية، والتي تغطي معظم آسيا الوسطى وحتى فنلندا والمجر. كما هو الحال في تركيا، غالبًا ما تعمل الحركات القومية الشاملة على هامش حركة «معيارية قومية» محدودة، في المنطقة الأساسية الحالية للدولة الضخمة المزعومة.
تعتبر السلافية مثالًا بارزًا آخر لمثل مؤثر لم ينتج عنه أبدًا الدولة الضخمة المقابلة - إذا تم تضمين الأراضي الروسية، فستمتد من بحر البلطيق إلى المحيط الهادئ وصولاً إلى آسيا الوسطى والقوقاز / البحر الأسود / البحر الأبيض المتوسط.
كان موقف عموم أمريكا مثاليًا مؤثرًا في وقت قريب من حركات الاستقلال في أمريكا اللاتينية. ومع ذلك، سرعان ما اختلفت الدول القومية الجديدة في السياسة والمصالح، ولم ينشأ اتحاد. اكتسب المصطلح معنى آخر، وهو التعاون الذي تقوده الولايات المتحدة بين الدول القومية المنفصلة، مع دلالة على الهيمنة الأمريكية. هذا هو السبب في وجود نزعة لأميركا اللاتينية عمومًا تقترح نهجًا مشتركًا بين أمريكا والولايات المتحدة. أحد الدعاة المهمين لهذه الفلسفة هو فيكتور راؤول هايا دي لا توري، من بيرو، بينما تمثل البوليفارية تباينًا حاليًا في الموضوع.
تؤيد الوحدة العربية توحيد دول الوطن العربي، من المحيط الأطلسي إلى بحر العرب. على عكس معظم الحركات القومية الشاملة التقليدية في أوروبا، فإن هذا لا يعتمد على العرق أو الإثنية لأنه تم تنشيطه مع الدين في الجوهر.